# North Lees
North Lees – osada w Anglii, w hrabstwie North Yorkshire, w dystrykcie (unitary authority) North Yorkshire. Leży 40 km na północny zachód od miasta York i 311 km na północ od Londynu.